# Château de Chimay
Pour les articles homonymes, voir Chimay (homonymie).
Le château de Chimay, sis au cœur de la ville de Chimay, en Wallonie dans le sud de la botte du Hainaut (Belgique), est un manoir résidentiel du XVIe siècle, toujours habité par la famille princière des Chimay. Construit sur un promontoire rocheux dominant la vallée de l'Eau Blanche, le château aurait remplacé une construction médiévale dont l'origine ancienne n'a pu être déterminée avec précision.

## Éléments d'histoire
Selon certaines chroniques anciennes, un premier édifice aurait été construit vers l'an 1000, à partir d'un donjon autour duquel plusieurs tours et une enceinte furent élevées au cours des XIIIe et XIVe siècles.
Il semble que la famille des Chimay s'est éteinte en 1226. La propriété est alors passée sous le contrôle des comtes de Soissons jusqu'en 1317. Le château devient ensuite propriété du comte du Hainaut puis de Blois.
Vers 1445, Jean II de Croÿ l'achète à Philippe le Bon. En 1449, la chapelle aurait conservé durant quelques années le Saint-suaire se trouvant actuellement à Turin.
En 1465, Jean II de Croÿ est exilé par Philippe le Bon et finalement pardonné en 1473 par son successeur, Charles le Téméraire, qui permet aux descendants de la famille de Croÿ de régner sur le comté de Chimay.
Le château atteint à son maximum de puissance au XVe siècle, lorsque Maximilien Ier (empereur du Saint-Empire), fait de Chimay une principauté en 1486. L'empereur voulait ainsi remercier Charles de Croÿ, comte de Chimay, pour son soutien sans faille. Charles de Croÿ, alors premier prince de Chimay, restera proche de trois générations successives de Habsbourg, devenant même le parrain de Charles Quint.
Au cours du XVIIe siècle, les armées de Don Juan d'Autriche et de Turenne assiégèrent tour à tour le château et y perpétrèrent d'importantes destructions. Le prince de Croÿ meurt sans descendance et le château passe à sa sœur, mariée avec Charles d'Arenberg. Cette lignée occupe le château jusqu'en 1686, date à laquelle la famille Hénin-Liétard en hérite. Après la Révolution française, Anne-Gabrielle d’Alsace, princesse de Chimay, épouse le marquis Victor Maurice de Caraman. Leur fils, le prince François Joseph de Riquet de Caraman, qui hérite du château en 1804 et devient le seizième prince de Chimay, fera exécuter les travaux nécessaires pour réparer les nombreuses dégradations commises au cours des siècles précédents et rendre le château plus confortable.
La célèbre Madame Tallien — dont le portrait par François Gérard a longtemps illustré le salon du château, avant d'être acquis par le Musée Carnavalet en 2001 —, est devenue princesse de Chimay par son mariage avec François Joseph de Riquet en 1805. Aimant à s'entourer de musiciens, elle y fait construire un théâtre. En 1808, Luigi Cherubini y compose la Messe en fa majeur dite Messe de Chimay. En 1829, le château accueille la célèbre mezzo-soprano Maria Malibran, dite La Malibran.
En 1857, Franz Liszt dédiera aux parents de la comtesse Greffulhe une messe en souvenir d'un concert donné chez eux, où la princesse Marie était au piano et le prince Joseph au violon. En 1863, le théâtre est refait par Le Fuel et Cambon, dans un style rococo qui est une réplique miniature de celui de Louis XV au château de Fontainebleau, pouvant accueillir 200 personnes.
Le château a été presque entièrement détruit par un incendie en 1935. La reconstruction, dirigée par Raymond Pelgrims de Bigard , lui a rendu son aspect Renaissance (style Henry IV).
Le théâtre a servi de décor au film Le Maître de musique de Gérard Corbiau et a accueilli nombre de musiciens prestigieux lors d'un premier festival, entre 1958 à 1985. Il a été restauré en 1991 avec l'aide financière de la Région wallonne et accueille parfois concours de chant et festival de musique baroque créés par Christine de Chimay, la seconde épouse du prince Philippe de Riquet.
À la suite du remariage en 2012 du prince Philippe avec sa troisième épouse Françoise, héritière du groupe Interbrew, le château a été complètement rénové et adapté aux nouvelles technologies (les visites se faisant désormais par iPad).
Le château a été la demeure de la princesse de Chimay, née Élisabeth Manset.

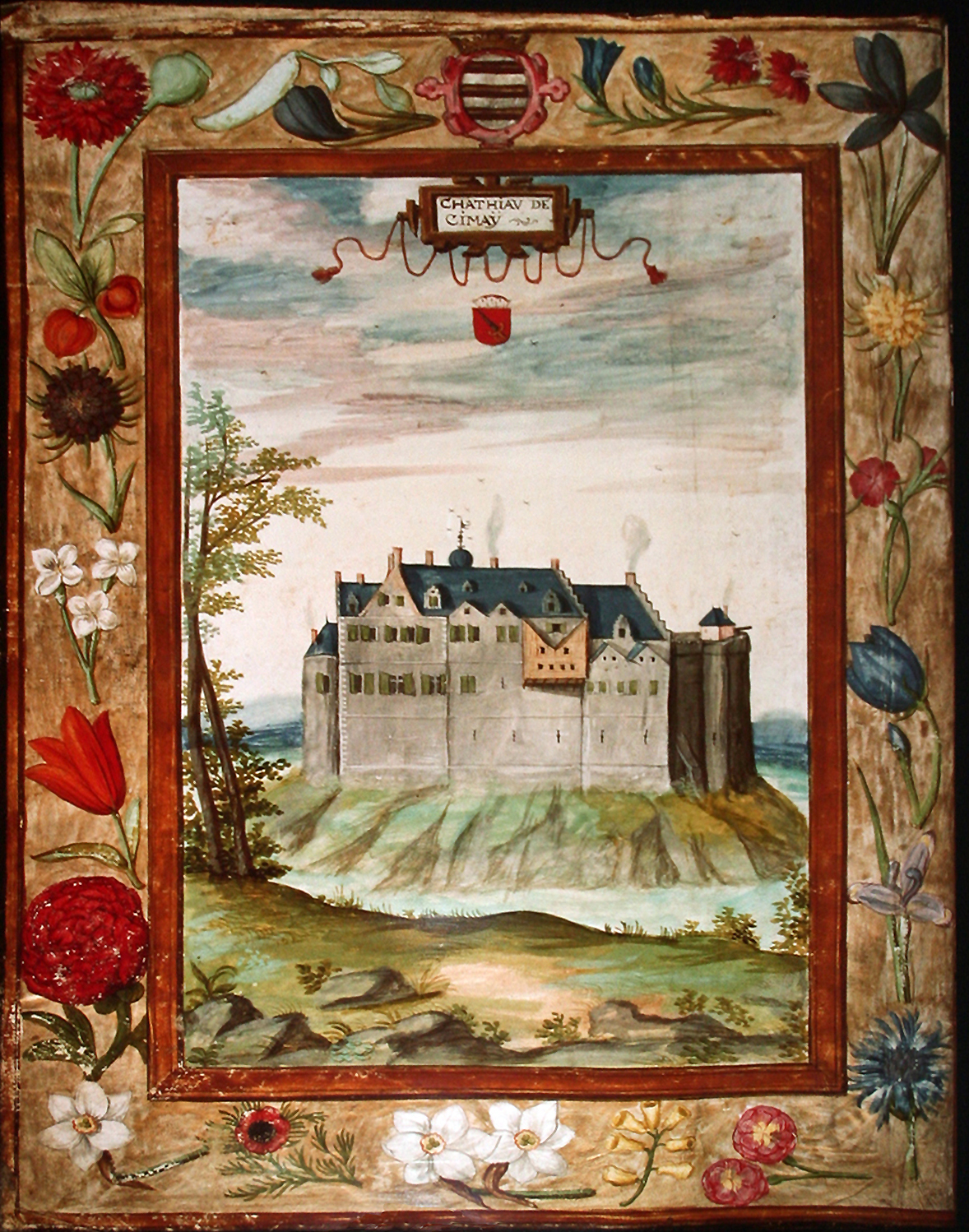
Le château de Chimay peint par Adrien de Montigny.
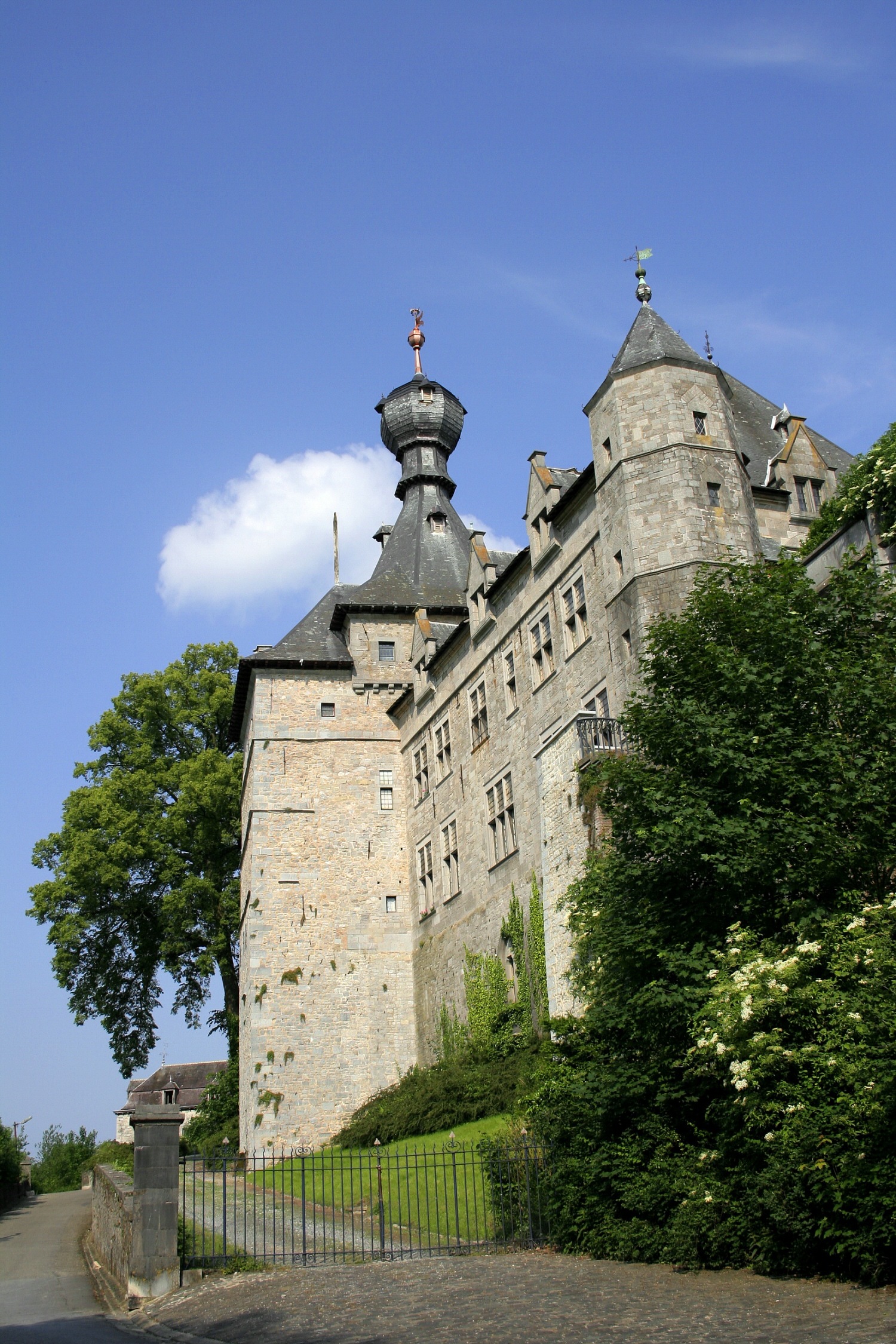
Le château de Chimay.
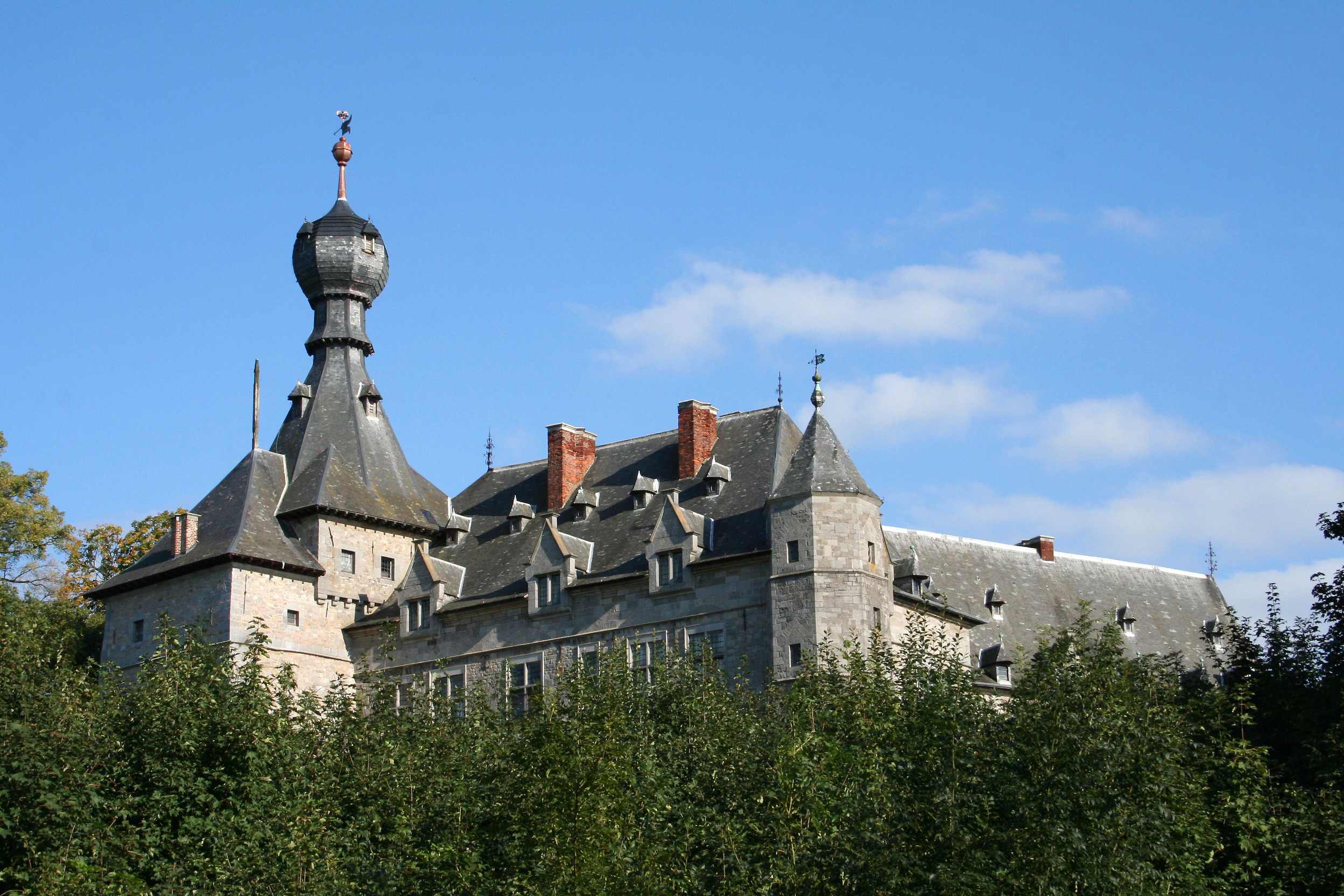
Le château vu du parc
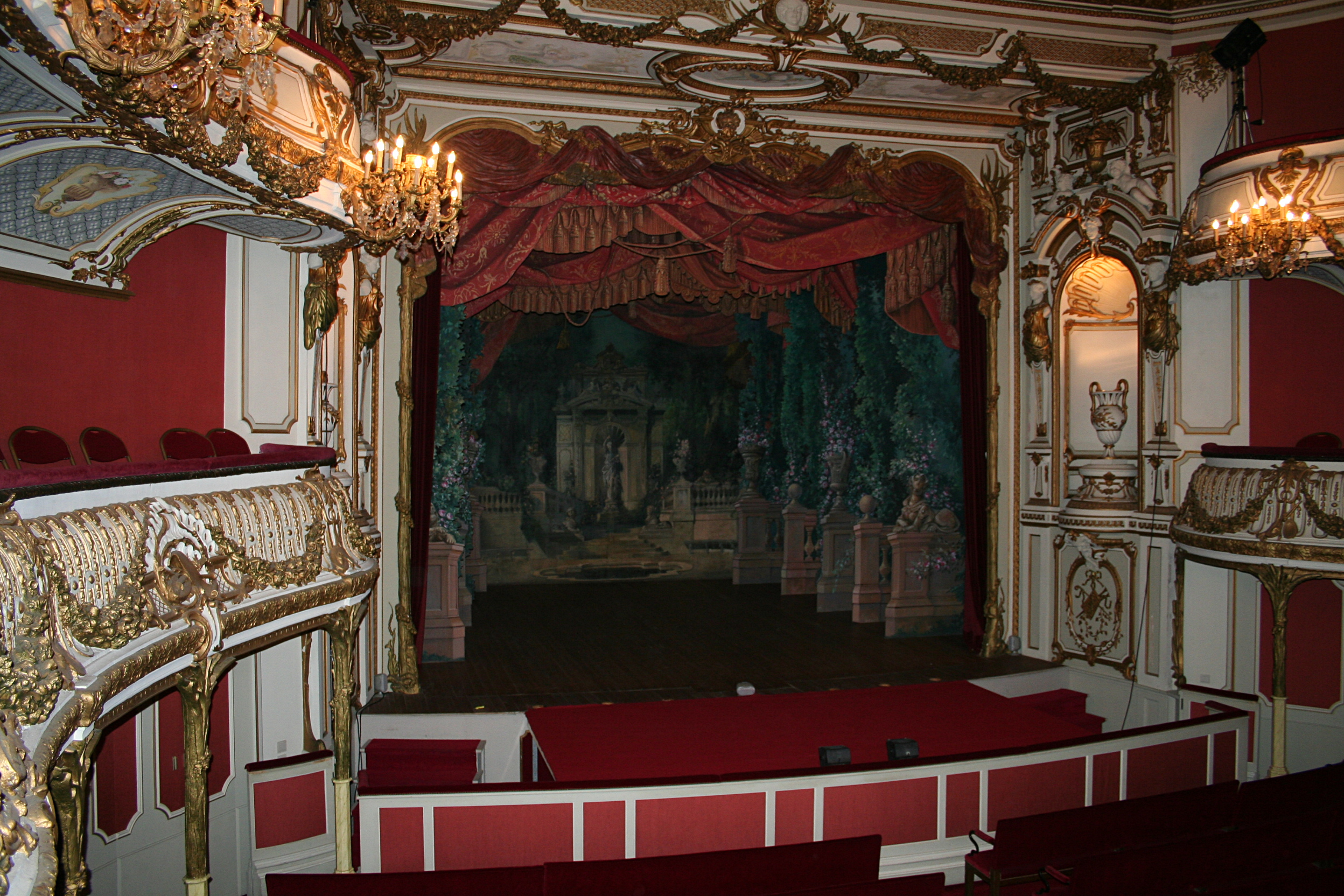
Le théâtre, reconnu comme patrimoine exceptionnel de la Wallonie